# Incidente di esecuzione
L'incidente di esecuzione è uno schema procedimentale che si utilizza nelle questioni che insorgono nella fase esecutiva dei provvedimenti giurisdizionali.
Il controllo viene operato dal giudice dell'esecuzione, su istanza del P.M. dell'interessato, o del difensore e tende a verificare che il titolo esecutivo sia esistente ed efficace.
Lo strumento ha la funzione di verifica del rispetto della partecipazione dell'imputato/condannato al processo che lo riguarda/l'ha riguardato.

## L'esistenza del titolo e la sua efficacia
La verifica sull'esistenza del titolo esecutivo mira a verificare che il provvedimento esista materialmente e giuridicamente.
L'esistenza materiale è quella "cartacea" e "fisica" del provvedimento.
L'esistenza giuridica è quella che si ha allorquando il titolo abbia tutti i requisiti previsti dalla legge.
Dall'esistenza materiale e giuridica discende, quindi, l'efficacia del titolo esecutivo.

## Il rispetto del processo partecipato
Attraverso l'istituto processuale in esame il giudice dell'esecuzione verifica che l'imputato abbia avuto la possibilità, in quanto effettivamente a conoscenza dell'esistenza del processo penale a suo carico, di prendere parte al giudizio.
Insomma, lo strumento serve a verificare che - oltre alle forme - sia stata effettivamente consentita all'imputato la possibilità di prender parte al giudizio (a prescindere poi dal se egli abbia deciso di partecipare o restare contumace).